# Jiří Kroupa

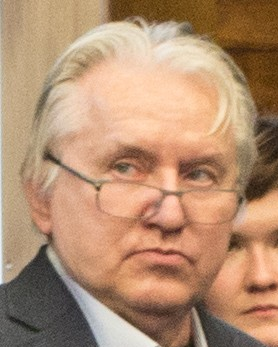
Jiří Kroupa, 2016

Jiří Kroupa (* 9. Oktober 1951 in Brünn, Tschechoslowakei) ist ein tschechischer Kunsthistoriker und seit 1999 Leiter des Seminars für Kunstgeschichte an  der Masaryk-Universität in Brünn.
Kroupa befasst sich mit der Entstehungsgeschichte unterschiedlicher künstlerischer Werke, wobei sein Schwerpunkt in der Barockepoche liegt. Die meisten seiner Texte entstanden als Vortragsskripte, die er später zu wissenschaftlichen Abhandlungen weiterverarbeitete.

## Tschechische Werke
- Alchymie štěstí
- Pozdní osvícenství a moravská společnost 1770-1810
- Kostel Bičovaného Spasitele v Dyji
- Umělci, objednavatelé a styl -- Studie z dějin umění

## Deutschsprachige Werke
- Die Kirche des Gegeisselten Heilands in Dyje